# Jorge Blass
Jorge Sánchez Blas, más conocido como Jorge Blass (Madrid, 2 de mayo de 1980), es un ilusionista español.

## Biografía

### Primeros pasos
Con 6 años empezó a practicar en casa con unos juegos de magia que le regalaron sus padres. Pasado un tiempo, leyó en uno de los fascículos del Curso de Magia de Juan Tamariz que en Madrid existía una tienda de magia, Magia Estudio, de Encarnita y José Luis Ballesteros. Acude con su madre y se compra "La cuerda tricolor". Durante meses siguió acudiendo a la tienda acompañado de su madre y la anima para lo lleve a una escuela de magia.
Con 12 años inició su formación en la Gran Escuela de Magia de Ana Tamariz, dirigida por la hija de Juan Tamariz, al que siempre ha señalado como maestro. En la sala de magia ubicada en Madrid, Houdini, presentó sus primeras actuaciones. 

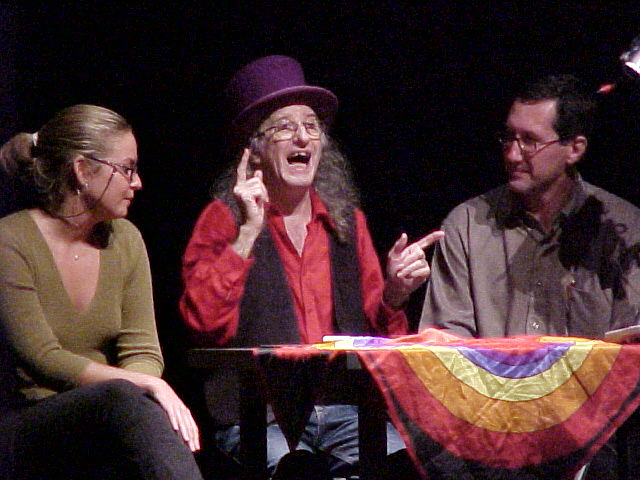
Estudió magia en la escuela de Ana Tamariz, hija del mago Juan Tamariz (en la foto) en Madrid.

En el año 1993 pasó la prueba de acceso en la Sociedad Española de Ilusionismo, convirtiéndose en el mago más joven del grupo. A partir de aquí su formación se hizo más purista y comenzó a asistir a todo tipo de conferencias y simposios sobre magia e ilusionismo, especializándose en manipulación. En 1995, durante el Congreso Nacional de Magia celebrado en Valladolid, recibió un premio nacional.   

### Madurez y éxito en la magia
En 1995 también obtuvo dos premios en el Congreso Internacional Magic Valongo que hicieron que se hablara de Blass en círculos fuera de España. Al año siguiente David Copperfield actuó en España y solicitó una actuación de Blass para intercambiar ideas. Ese mismo año, obtuvo el Premio Frakson al mejor mago del año, y participó en el Congreso Mundial de Magia, en Dresde, Alemania, y obtuvo el quinto puesto en manipulación.
En 1998 comienza su andadura como profesor de la Escuela de Magia de Tamariz. Un año más tarde, junto a Tamariz y otros grandes de la magia española, realizó una exhibición en Nueva York. A los pocos meses el príncipe Rainiero III de Mónaco le otorgó el premio Varita Mágica de Oro. [cita requerida]
En el 2000 participó en un concurso de magia en Las Vegas, siendo galardonado como "talento más prometedor". 
En 2004 crea su propia empresa, 7 Rojo Producciones, la cual produce shows y proyectos como galas de magia a nivel nacional e internacional, eventos para empresas o particulares. Coordinando la logística mágica, el equipo y los viajes.

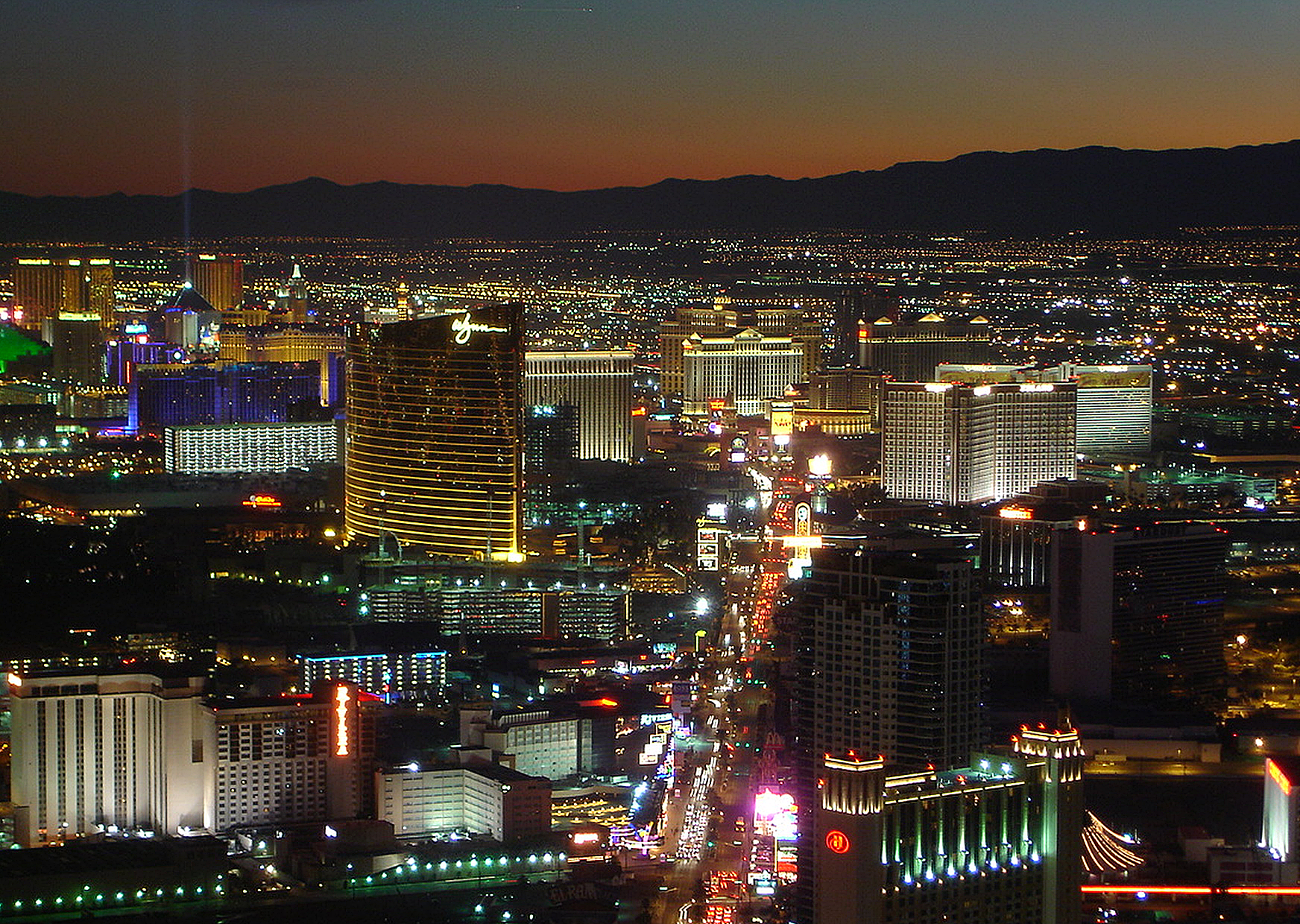
Recibe el premio SARMOTI de la mano de los legendarios Siegfried & Roy en Las Vegas.

Su show El Arte de la Magia fue una de sus primeras grandes producciones, viajó con su equipo durante varios años recorriendo los teatros españoles con levitaciones, magia para todas las edades, apariciones y desapariciones. El mago amplió su repertorio y llenó teatros, dando un mayor protagonismo a la magia participativa y ofreciendo un espectáculo audiovisual de gran calidad técnica. 
En 2011 dirigió y presentó el I Festival Internacional de Magia de Madrid, que se celebró en el Teatro Circo Price de Madrid. Tras su éxito repitió edición en 2012 y siguientes años. Este Festival se celebra en el primer trimestre del año.
En septiembre de 2012 estrenó en el teatro Compac Gran Vía de Madrid el espectáculo de magia Birlibirloque en el que introduce ilusiones de última generación con aparatos electrónicos además de acompañarse de música en directo creada e interpretada por Nacho Mastretta y su banda de siete músicos.
En 2015 llegó Palabra de Mago, se estrenó en el Teatro Compac Gran Vía de Madrid, Teatro Poliorama de Barcelona o Teatro Olympia, entre otros.
Sigue presentando sus espectáculos de magia, en grandes escenarios del mundo  como el de Starlite Festival en 2018. 

### Llegada y consolidación a la TV
Su primera aparición en televisión fue en el 2000 en un comercial de televisión de una compañía de comunicaciones. Esto hizo que la cara de Blass llegase al público general, aunque seguía llevando a cabo otros trabajos menos reconocidos como los efectos del musical "Dr. Jekill and Mr. Hyde" de Raphael. En 2001, participó  en el popular programa infantil de Antena 3 Megatrix, en el cual dirigió un espacio de magia propio llamado Magiatrix.
Su popularidad sigue creciendo, realizó actuaciones desde India hasta Hollywood. En 2002 firmó un contrato con Disney, y pasó a trabajar para el programa Zona Disney de Telecinco, con una sección llamada Magia Vip. Desde ahí su participación se hace habitual en programas como Lo + Plus (Canal+) o Un domingo cualquiera (La 1). 
En 2004 creó su propio espectáculo, saliendo de gira por distintas salas de Madrid y Barcelona. Sus siguientes trabajos en televisión fueron colaboraciones esporádicas en Ankawa (de Bertín Osborne) y Sábado Noche (junto a Josema Yuste y Nani Gaitán). Dirigió y presentó 3 temporadas del programa Nada x Aquí de Cuatro, emitido en los años 2005 a 2008. En 2007 fue galardonado con el Premio Zapping al "mejor programa de entretenimiento". Diseñó como asesor mágico, en 2007, el efecto de transformación de Bestia en Príncipe del musical "La Bella y la Bestia", representado en el Teatro Calderón de Madrid entre 2007 y 2008.
En 2013, participó en el programa Por arte de magia que presentó Anna Simon y que se emitió en el prime time de Antena 3. 

### Accidente y consecuencias
En 2017, Blass sufrió un accidente en Vigo al ser atropellado por un coche y tuvo que ser operado por varias fracturas en un brazo. Tras la recuperación, como su mano derecha es fundamental para su trabajo, no pudo realizar algunos de sus trucos. El conductor fue posteriormente condenado por el juzgado de lo Penal 1 de Vigo a indemnizaciones por valor de 35.000 euros y 2.190 euros de multa. Durante el juicio, Blass alegó que varias secuelas, entre ellas en el dedo gordo de la mano derecha, le impiden realizar trucos de alto nivel.

### Fundación Abracadabra de Magos Solidarios
Es miembro fundador y patrono de la Fundación Abracadabra de Magos Solidarios, organización sin ánimo de lucro que se dedica a llevar magia a niños hospitalizados, ancianos en residencias y discapacitados psíquicos y físicos. 
En el año 2007 protagonizó la gira «Magos Solidarios on Tour 07» con la que recorrió 22.000 kilómetros, visitando 25 ciudades de España y actuando en más de 30 hospitales infantiles regalando su espectáculo de magia en lo que ha sido la mayor maratón de magia solidaria jamás realizada. En 2008 y 2009 se creó el proyecto «Semana de la Magia Solidaria» que se celebró en ambos casos en Madrid.

### En el cine
En 2010 Blass participó en la película Pájaros de papel, ópera prima de Emilio Aragón y escrita por el guionista Fernando Castets. En ella Blass interpreta a un gran mago que actúa en los teatros de la posguerra española.

## Premios
- La Baguette D´Or de Montecarlo (Varita Mágica de Oro) en 1996.[10]
- Premio SARMOTI al talento más prometedor en Las Vegas.
- Primer Premio Internacional de Magia en Portugal.
- Premio Frakson al mejor mago del año en 1996.[11]

## Publicaciones
- 2003 - Magia para No Dejar de Soñar: Desde Houdini a Harry Potter, Crea Tu Propio Ilusionismo, con prólogo de Juan Tamariz. Ediciones Martínez Roca. ISBN 9788427029491.[1]
- 2011 - La fuerza de la ilusión, coescrito con Fernando Botella. Grupo Planeta. ISBN 9788492414802.[12]